# كرك بيزة
كرك بيزة أو قرق بيزة، مدينة أثرية سورية وهي من مجموعة المدن التي يطلق عليها المدن البائدة وهي مجموعة من المدن والمواقع الأثرية أطلق عليها علماء الأثار المدن المنسية، وكرك بيزه سكنت في نهايات القرن الثالث، والقرن الرابع الميلادي، وهي اليوم منطقة أثرية مهجورة، تقع في ناحية حارم، محافظة إدلب، سوريا.

منظر كرك بيزة من سفح جبل الأعلى

## الموقع
تقع «كرك بيزه» في شمال سورية في جبل الأعلى على مرتفع يشرف على سهل الشلف، وقرية حتان، وهي شمال قلب لوزة الأثرية بحدود 11 كيلومتر.
يتم الوصول إلى «كرك بيزة» بالاتجاه شمالآ من منطقة كنيسة قلب لوزة، مسافة 500 متر تقريبآ.

## التسمية
يبدو أن اسم كرك بيزة مشتق من كلمتين سريانيتين كرك { السورية القديمة} وتعني حصن وبيزووتعني البازي لان هذه البلدة العالية والمشرفة على السهول تشبه البازي، وفي روايات أخرى كما يرى البعض اشتقاقا من إسمين لأسرتين كانتا تقطنان المنطقة كرياكوس وبيزوس .

كرك بيزة

## شرح الموقع
هي منطقة أثرية قديمة فيها 23 فيلا تتخللها باحات و10 معاصر زيتون وخزان ماء محفور في الصخر وكما هي اليوم أبعادها 120 متر × 100 متر وتشمل على ثلاثة أحياء الأول في الوسط والثاني في الشمال والشمال الشرقي والثالث في الجنوب والجنوب الغربي؛ وتدل أبنيتها الجميلة القائمة قرب الكنيسة على أن أهالي القرية كانوا يتمتعون بغنى مادي وحسن ذوق وتدل على رفاهية ومستوى اجتماعي.

## أقدم كنيسة صغيرة (شابيل)
أهم آثارها الكنيسة التي تقع في شمال القرية وبالقرب من الفيلا الأولى التي ترقى إلى القرن الثالث فتبدو وكأنها تكملة للفيلا المذكورة وترقى إلى الثلث الأول من القرن الرابع وهي بذلك بعد كنيسة دورا أوربوس على الفرات التي تعتبر من أقدم الكنائس في العالم ولا تزال بحالة سليمة ما عدا السقف، ولا شك أن هندسة هذه الكنيسة كانت النواة الأولى لهندسة الكنائس العظيمة في هذه المنطقة في القرن الخامس وما بعده وتعتبر كنيستها من الكنائس الأولى المبنية في سورية إبان القرن الثالث.